# Boberský potok
Boberský potok är ett vattendrag i Tjeckien.   Det ligger i regionen Liberec, i den norra delen av landet, 80 km norr om huvudstaden Prag.